# Sclerorhynchus
Sclerorhynchus is een geslacht van uitgestorven primitieve roggen die voorkwamen in het Laat-Krijt. Er zijn ten minste twee soorten in dit geslacht benoemd.

## Kenmerken
Soorten uit dit geslacht waren primitieve soorten met kenmerken van een vleet, die daarnaast veel gelijkenis vertoonden met de huidige zaagvissen. De borstvinnen waren uitgegroeid tot vleugels. De dieren hadden een lange, zaagvormige snuit met tand-achtige ribbels langs de zijkanten.

## Leefwijze
Het voedsel bestond vermoedelijk uit garnalen en schaaldieren, die de vis met zijn lange zaagvormige snuit uit de modder woelde. De haaien hielden zich dus vermoedelijk veelal op of nabij de zeebodem op.

## Vondsten
Vondsten zijn gedaan in Afrika (Marokko), Azië (Libanon) en Noord-Amerika (Texas).